# Hellmut May
Pour les articles homonymes, voir May.
Hellmut May, né le 9 juin 1921 à Vienne (Autriche) et mort le 11 novembre 2011 à Richmond (Colombie-Britannique, Canada), est un patineur artistique autrichien. Il participe aux Jeux olympiques d'hiver de 1936 et de 1948.

## Biographie

### Carrière sportive
Hellmut May est quadruple vice-champion d'Autriche (1940, 1941, 1946 et 1948), toujours derrière Edi Rada.
Il représente son pays aux mondiaux de 1948 à Davos, et à deux Jeux olympiques d'hiver (1936 à Garmisch-Partenkirchen et 1948 à Saint-Moritz). Hellmut May avait 14 ans lorsqu'il participe aux Jeux olympiques d'hiver de 1936.
Il représente également l'Allemagne aux championnats d'Europe de 1939 à Davos, l'Autriche ayant été annexée par l'Allemagne entre 1938 et 1945.
En mai 1941, il est enrôlé dans l'armée allemande pendant la Seconde Guerre mondiale, ce qui l'empêche de participer aux compétitions entre 1942 et 1945. Il passe ensuite un peu de temps dans les camps de prisonniers de guerre américains et britanniques. L'appartement de sa famille est endommagé par une bombe mais sa mère réussit à récupérer ses patins, et il poursuit sa carrière sportive après la guerre, jusqu'en 1948.

### Reconversion
En 1951, il participe au film autrichien Frühling auf dem Eis de Georg Jacoby.
Hellmut May émigre au Canada en 1954. L'année suivante, il devient l'entraîneur-chef du Kerrisdale Figure Skating Club de Vancouver en Colombie-Britannique. Il est, entre-autres, le premier entraîneur de la patineuse canadienne Karen Magnussen.
Il est intronisé au Temple de la renommée de Patinage Canada en 2010. Il meurt le 11 novembre 2011 à Richmond, en Colombie-Britannique.

## Palmarès
| Compétitions | 1936 | 1937 | 1938 | 1939 | 1940 | 1941 | 1942 | 1943 | 1944 | 1945 | 1946 | 1947 | 1948 |
| Jeux olympiques | 14e  |      |      |      | JA   |      |      |      | JA   |      |      |      | 8e   |
| Championnats du monde |      |      |      |      | CA   | CA   | CA   | CA   | CA   | CA   | CA   | CI   | 8e   |
| Championnats d'Europe |      |      |      | 9e   | CA   | CA   | CA   | CA   | CA   | CA   | CA   | CI   |      |
| Championnats d'Allemagne |      |      |      |      | 3e   | 3e   | F    | F    | F    | CA   | CA   |      |      |
| Championnats d'Autriche | 3e   | 3e   |      |      | 2e   | 2e   | F    | F    | CA   | CA   | 2e   |      | 2e   |
| Légende : F= Forfait ; JA = Jeux olympiques d'hiver annulés ; CA = Championnats annulés ; CI = Championnats interdits aux autrichiens |      |      |      |      |      |      |      |      |      |      |      |      |      |